# عشيرة ماييدا

كامون عشيرة ماييدا.

عشيرة ماييدا (باليابانية: 前田氏 ماييدا-شي) كانت أحد العشائر الرئيسية في اليابان كأحد فروع عشيرة سوغاوارا. كانت عشيرة ماييدا أحد أقوى عوائل الساموراي في اليابان بعد عشيرة توكوغاوا من حيث حجم إنتاج الرز ومساحة الحقول. وأصبحت عائلة دايميو في فترة إيدو.
حكمت عشيرة ماييدا مقاطعة كاغا والتي تتمركز حول مدينة كانازاوا في الفترة بين 1583 حتى استعراش ميجي في 1868. واليوم تعد أماكن مثل قلعة كانازاوا وكينروكو-إن شواهد على إنجازات عشيرة ماييدا.
يعد ماييدا توشيه (1538 - 1599) من أشهر أعضاء العشيرة والذي كان أحد القواد التابعين لأودا نوبوناغا ولاحقا تحت إمرة تويوتومي هيديوشي. تفرق أولاده بعد موته، وشارك ابنه الأكبر في معركة سيكيغاهارا وبنى قلعة كانازاوا وكان يعد أكثر دايميو ثراء في اليابان.